# 金龜子總科
金龜子總科（Scarabaeoidea）俗称金龟子或金龟甲，是多食亞目昆蟲之下的一個總科，由獨自一個總科構成金龜子下目（Scarabaeiformia）。本總科與隱翅蟲下目之下三個總科的關係密切。在這個總科之下有約35,000個物種，而且每年都有約200個新物種被發現。現時本總科之下的各科亦在重組中，所以以下分類列表仍有可能變動。
幼蟲稱為蠐螬，多生活於土中，以土中有機物為食。

## 分類
根據American Beetles，本總科包括有以下各個科：
- Belohinidae（英语：Belohinidae） Paulian 1959
- Bolboceratidae（英语：Bolboceratidae） Laporte de Castelnau（英语：François Louis de la Porte, comte de Castelnau）, 1840
- Ceratocanthidae White 1842 (= Acanthoceridae)
- Diphyllostomatidae（英语：Diphyllostomatidae） Holloway 1972 (false stag beetles)
- Geotrupidae Latreille, 1802 (earth-boring dung beetles)
- Glaphyridae（英语：Glaphyridae） MacLeay（英语：William Sharp MacLeay）, 1819 (bumble bee scarab beetles)
- Glaresidae（英语：Glaresidae） Semenov-Tian-Shanskii and Medvedev 1932 (enigmatic scarab beetles)
- Hybosoridae Erichson（英语：Wilhelm Ferdinand Erichson）, 1847 (scavenging scarab beetles)
- 鍬形蟲科（Lucanidae Latreille 1804）
- Ochodaeidae（英语：Ochodaeidae） Mulsant（英语：Étienne Mulsant） and Rey 1871 (sand-loving scarab beetles)
- Passalidae（英语：Passalidae） Leach（英语：William Elford Leach）, 1815 (bess beetles)
- Pleocomidae（英语：Pleocomidae） LeConte 1861 (rain beetles)
- 金龜子科（Scarabaeidae Latreille 1802）
- Trogidae（英语：Trogidae） MacLeay 1819 (hide beetles)

## 參看
- 鞘翅目的分類

## 延伸閱讀
- 小林準治; 手塚治虫. 朱耀沂（翻譯） , 编. . 玉山社. 2004-01-03 [2004]. ISBN 986-781-944-6 （中文）.（繁體中文）

## 外部連結
維基物種上的相關：金龜子總科
- Checklist of the Scarabaeoidea of the Nearctic Realm （页面存档备份，存于） (2003)
- [黎凡特的金龜子].   [2016-08-12]. （原始内容存档于2016-03-03）.
- . Tree of Life Project.   [2016-08-12]. （原始内容存档于2021-01-25）.
- Scarabeoidea of Italy （页面存档备份，存于）